# Potamolepis
Potamolepis is een geslacht van sponsdieren uit de klasse van de Demospongiae (gewone sponzen).

## Soorten
- Potamolepis belingana Lévi, 1965
- Potamolepis chartaria Marshall, 1883
- Potamolepis leubnitziae Marshall, 1883
- Potamolepis marshalli Burton, 1938
- Potamolepis micropora Burton, 1938
- Potamolepis pechueli Marshall, 1883
- Potamolepis weltneri Moore, 1903